# Present (album de Yuki Uchida)
Pour les articles homonymes, voir Présent.
Albums de Yuki Uchida
nakitakunalu
(1996) Perfect Best
(2010)
Singles
 Present  est un album compilation des singles de Yuki Uchida, pour la plupart inédits en album, et donc parfois considéré comme son cinquième album (ou le sixième en comptant un mini-album). Il sort le 3 décembre 1997 au Japon sur le label King Records. Il atteint la 33e place du classement Oricon, et reste classé deux semaines.
La compilation contient dans l'ordre chronologique les chansons-titres des huit singles de la chanteuse sortis jusqu'alors, ainsi que la "face B" du dernier d'entre eux : Tenca wo Torō! -Uchida no Yabō- de 1994, Ashita wa Ashita no Kaze ga Fuku, Only You et Baby's Growing Up de 1995, Shiawase ni Naritai et Ever & Ever (en duo avec m.c.A・T.) de 1996, "Aishiteru", Da.i.su.ki. et sa "face B" Uchida no Rock'n'Roll de 1997 ; seules deux d'entre elles étaient déjà parues en album dans leur version d'origine : Tenca wo Torō! (sur Junjō Karen Otome Moyō) et Shiawase ni Naritai (en "bonus" sur Nakitakunalu). La compilation contient également trois autres titres : deux chansons inédites (Bijin mo Busu mo et Honto no Koto), et la chanson Present qui lui donne son titre et qui est également tirée du précédent album Nakitakunalu.
Ce disque restera le dernier album de Yuki Uchida, qui se consacre désormais à sa carrière d'actrice. Une nouvelle compilation des chansons de ses singles sortira cependant treize ans plus tard : Uchida Yuki Perfect Best, qui reprend entre autres à nouveau les neuf chansons de singles figurant sur Present.

## Liste des titres
1. Tenca wo Torō! -Uchida no Yabō- (TENCAを取ろう~内田の野望?)
2. Ashita wa Ashita no Kaze ga Fuku (明日は明日の風が吹く?) (inédit en album)
3. Only You (inédit en album)
4. Baby's Growing Up (inédit en album)
5. Shiawase ni Naritai (幸せになりたい?)
6. Ever & Ever (EVER & EVER?)  (par Uchida Yuki & m.c.A.T ; inédit en album)
7. Present (プレゼント?) (tiré de l'album Nakitakunalu)
8. "Aishiteru" (「アイシテル」?) (inédit en album)
9. Da.i.su.ki. (inédit en album)
10. Uchida no Rock'n'Roll ("face B" de Da.i.su.ki. ; inédit en album)
11. Bijin mo Busu mo (美人もブスも?) (titre inédit)
12. Honto no Koto (ホントノコト?) (titre inédit)